# Gilbertolus maracaiboensis
Gilbertolus maracaiboensis és una espècie de peix de la família dels cinodòntids i de l'ordre dels caraciformes.

## Morfologia
- Els mascles poden assolir 13 cm de longitud total.
- Nombre de vèrtebres: 38.[5][6]

## Hàbitat
És un peix d'aigua dolça i de clima tropical.

## Distribució geogràfica
Es troba a Sud-amèrica: conca del llac Maracaibo (Veneçuela).